# Tito Beltrán
Ernesto Eugenio Beltrán Aguilar, más conocido como «Tito» Beltrán (Punta Arenas, 1 de julio de 1965), es un tenor lírico chileno, actualmente retirado de la ópera, realiza su carrera en Chile. Considerado una de las mejores voces líricas de su país.

## Primeros años
Desde muy pequeño era un requerido cantante en los eventos familiares en donde interpretaba entre muchas canciones el Gavilán Colorado que hiciera famoso el niño Pedro Fernández.
Sus inicios, desde los 8 a los 16 años, son de la mano del compositor magallánico Danny Perich Campana, con quien formó una dupla musical activa los festivales de la Región de Magallanes. Con la canción Pequeño Juan, ganó su primer festival del género inédito, antes de los 10 años.

## Vida profesional
Estudió canto en la Academia de Teatro y Opera de Gotemburgo, Suecia, a partir de 1986. En 1993, quedó finalista en el concurso de canto "Singers of the World", en Cardiff, Gales, Gran Bretaña. Debutó en 1989, interpretando el papel de "Rodolfo", en la ópera La Bohème. Interpretó el duque de Mantua, en Rigoletto, de Giuseppe Verdi, en la Ópera de Toulouse, en 1997. Se radicó en Suecia desde 1996 a 2010. Fue miembro del elenco de la Ópera Estatal de Baviera (Bayerische Staatsoper), Münich, Alemania. Luego de dejar su radicación en Suecia, en 2010, debido a que estuvo detenido por violación, se ha asentado en su país natal, y viaja por todo el mundo, en conciertos y presentaciones públicas y privadas.
En 2011 y 2012 fue jurado de la versión chilena del concurso busca-talentos, Factor X, en el canal de televisión TVN.

## Casos judiciales
En un caso judicial de 2003, Beltrán fue condenado a una sanción económica por imprudencia temeraria y maltrato tras atropellar con su automóvil a un vecino que se interpuso en su camino cuando Beltrán supuestamente perseguía a su suegra.
En febrero de 2008, Beltrán fue condenado a 2 años y 6 meses de prisión en Anstalten Salberga, Suecia por la violación de 2 mujeres, un caso de violación de 1999 de la niñera de la actriz Maria Lundqvist, quien tenía en ese tiempo 18 años y otro caso de abuso sexual de una niña de 7 años. El caso de la niñera de Maria Lundqvist ocurrió en 1999 mientras Beltrán estaba en una gira en Suecia titulada "Rhapsody in Rock" . La violación tuvo lugar en Nötesjö Wärdshus, inmediatamente después de uno de los conciertos de dicha gira. El caso de la menor de 7 años ocurrió pocos años después donde Beltrán abuso sexualmente de la menor de 7 años y también agredió al padre de ésta. Durante el juicio, el ex-amigo de Beltrán, Robert Wells, hizo su declaración testimonial; en ese momento, Beltrán se desmayó, y tuvo que ser trasladado al hospital. En octubre de 2008, un tribunal sueco declaró a Beltrán culpable de violación. También fue hallado culpable en un caso de abuso sexual de menores y de injerencia en un asunto judicial. En febrero de 2009 Beltrán fue trasladado a la prisión de Kristianstad debido a que en Beltrán envió una carta a otro recluso de la prisión amenazándolo con apuñalarlo y fracturarle la nariz.
Después de ser Absuelto de Prisión en 2010, Beltrán decidió abandonar Suecia y volver a Chile. Beltrán ha indicado que nunca volverá a Suecia ya que es un país que lo decepcionó por la discriminación que recibía por ser latinoamericano. 2 años después de volver a Chile en 2012 el mismo Tito Beltrán se refirió a la violacion de la niñera de 18 años que en realidad nunca ocurrió un acto sexual y que únicamente la niñera le dio un beso y unos masajes para aliviar un dolor de espalda.

## Polémica Día de la Mujer
El 11 de marzo del 2017 se realizaría un concierto en conmemoración al Día de la Mujer en la Plaza Uruguay en Providencia, El concierto fue organizado por la municipalidad de Providencia. en dicho concierto estaba invitado Tito Beltrán, el pianista Roberto Bravo, la soprano Yaritza Véliz y la violinista Montserrat Prieto. poco después de anunciado el concierto en internet la presencia de Tito Beltrán causó mucha polémica en redes sociales, especialmente en Twitter donde su participación en el concierto fue muy criticada debido a su caso judicial de 2008 donde fue condenado a 2 años en prisión por una violación a una mujer de 18 años y un abuso sexual a una menor de 7 años. Debido a esta gran polémica el 2 de marzo del 2017 Tito Beltrán anuncio el la Radio Bío-Bío que no se presentaría en el concierto. También acusó al concejal demócrata cristiano Pablo Jaeger de tratar de "atacar a la alcaldesa Evelyn Matthei" a través de su persona, esta acusación se debe a que Pablo Jaeger fue uno de los usuarios que lidero las críticas a Beltrán en internet durante la polémica. después de la retirada de Beltrán la municipalidad de Providencia lamentó la polémica generada y confirmó la suspensión del concierto.